# Burtinle
Burtinle ( somali : Buurtinle ), également connue sous le nom de Bur Tinle, est une ville de la province de Nugal de la région autonome du Puntland, dans le nord-est de la Somalie.

## Situation
Burtinle est le centre du district de Burtinle. La ville se situe entre Galkayo et Garoowe, près de la frontière avec l' Éthiopie . 
Initialement peu peuplée, c'est l'une des villes ayant la croissance la plus rapide de la province. 

## Démographie
Le district de Burtinle a une population urbaine estimée à 31 193 habitants et une population rurale estimée à 33 770 habitants. Ainsi, le district de Burtinle compte une population totale de 64 963 habitants,. 

## Éducation
Burtinle a un certain nombre d'établissements universitaires. Selon le ministère de l'Éducation du Puntland, il y a 16 écoles primaires dans le district de Burtinle. Parmi ceux-ci figurent Hormud, Imamu Shafici, Magacley et Meraysane. Les écoles secondaires de la région comprennent Burtinle High. 

## Économie
En mars 2015, le ministère du Travail, de la Jeunesse et des Sports, conjointement avec l'Union européenne et World Vision, a lancé le projet Nugal Empowerment for Better Livelihood dans les districts de Burtinle, Garowe, Dangorayo, Eyl et Godobjiran au Puntland. L'initiative de trois ans est évaluée à 3 millions de dollars et fait partie du New Deal Compact for Somalia. Il vise à soutenir le secteur économique régional par le soutien aux entreprises, des programmes de formation et d'éducation non formelle, des ateliers de sensibilisation communautaire et des campagnes de mentorat et de réseautage.